# Bandera de Cabezón de la Sal
La bandera de Cabezón de la Sal es uno de los símbolos del municipio español de Cabezón de la Sal (Cantabria), junto a su escudo.
Es de paño rectangular, horizontal, de proporciones no indicadas, compuesta por los colores verde en la parte superior, blanco terroso en la parte inferior y un triángulo color rojo en al parte junto al mástil. A mitad de las bandas verde y blanca irá el escudo del Ayuntamiento colocado en situación de desplazamiento del centro hacia la izquierda. El color verde representa el colorido clásico de las tierras del municipio, el blanco terroso simboliza la sal que compone el subsuelo de la villa y el color rojo representa los colores de la bandera de Cantabria.
La bandera fue adoptada en sesión plenaria extraordinaria celebrada por el Ayuntamiento el día 19 de julio de 1990 siendo autorizada por el Consejo de Gobierno de Cantabria el día 3 de agosto de 1990.